# Antonio Martini di Atri
 (juillet 2025).
Antonio Martini di Atri (né à Atri, dans la province de Teramo (Abruzzes), XIVe siècle -1433) est un peintre italien de la fin du XIVe  et début du  XVe siècle.

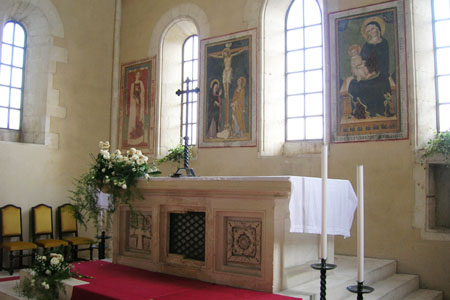
Peintures, Santa Maria Arabona, Manoppello.

## Biographie
On sait peu de choses concernant la vie et l'activité de Antonio Martini di Atri. Ses deux seules œuvres datées et signées sont les deux fresques qui se trouvent sur la paroi est de l'abbaye cistercienne Santa Maria Arabona à Manoppello, qui représentent une Crucifixion et une Vierge trônant avec l'Enfant en dessous de laquelle est lisible l'inscription en caractères semi-gothiques  « A.D. MCCCLXXIII ANTONIUS DE ADRIA FECIT ».
À partir de l'étude de ces fresques d'autres réalisations lui ont été attribuées.
Dans les œuvres successives aux fresques de Manoppello on note une évolution de style. La figure de saint Antoine, de style Quattrocento, émilio-marchesane deviendra plus élégante à la manière siennoise et du gothique international.

## Œuvres
Manoppello
- Sainte couronnée, Crucifixion et Vierge trônant avec l'Enfant, (1337), Santa Maria Arabona;

L'Aquila
- Lunette de la Porta Santa, fragments de fresques, Basilique Sainte-Marie de Collemaggio ;
- Madonna con Bambino tra i santi Agostino e Amico, lunette du portail, église Sant'Amico ;
- la Madonna con Bambino tra le sante Lucia e Caterina d'Alessandria, lunette, Santa Lucia ai Salesiani ;
- Madonna con Bambino tra i santi Pietro e Paolo, San Pietro di Coppito ;
- San Giacomo, chiesa di San Flaviano.

Penne
- Saint Augustin.

Atri
- Panneaux sur les piliers de la cathédrale.

Chieti
- Fragment de fresque provenant de San Domenico, musée Barbella.

## Sources
- (it) Cet article est partiellement ou en totalité issu de l’article de Wikipédia en italien intitulé « Antonio Martini di Atri » (voir la liste des auteurs).